# Cuaespinós jaspiat
El cuaespinós jaspiat (Thripophaga gutturata) és una espècie d'ocell de la família dels furnàrids (Furnariidae). Col·locada fins recentment (2023) en el gènere Cranioleuca, és nativa de la conca amazònica a Amèrica del Sud.

## Descripció
Mesura entre 13 i 15 cm de longitud i pesa entre 13 i 17 g. Les parts superiors són de color marró olivaci, amb el pili castany; el dors, les ales i la cua de color castany vermellós ferruginós i llistes superaciliars blanquinoses. el mentó és groguenc i la resta de les parts inferiors blanquinoses esquitxades amb petites motes fosques. És l'única Cranioleuca amb parts inferiors jaspiades. El bec és recte, punxegut i grisenc.

## Distribució i hàbitat
Es distribueix àmpliament des del sud-est de Colòmbia (al sud des de l'oest de Caquetá) cap a l'est pel sud de Veneçuela (Amazones, Bolívar), i des del nord-est de Surinam i nord de la Guaiana francesa, i cap al sud per l'est d'Equador, est del Perú, Amazònia brasilera (oest d'Amazones a l'est fins a Cochabamba).
Habita boscos poc densos de les terres baixes per l'est dels Andes, des del sud-est de Colòmbia, sud de Veneçuela, Surinam i Guaiana Francesa, cap al sud, a través de l'est d'Equador i est de Perú fins al nord de Bolívia i nord del Brasil. Aquesta espècie és considerada poc comuna al seu hàbitat natural. es localitza fins als 1100 metres d'altitud.

## Comportament

### Moviment
El cuaespinós jaspiat és resident durant tot l'any a tota la seva distribució.

### Alimentació
La dieta principal són els artròpodes, les paneroles (Blattodea) i els "insectes típics" (Heteròpters), tot i que s'han registrat altres insectes i aranyes. S'alimenta sol o en parelles, freqüentment en grups d'espècies mixtes, i normalment des de la planta mitjana del bosc fins al subdosser. Salta acrobàticament pels troncs i per les branques. Part de l'alimentació prové de fulles mortes; també sondeja per la vegetació viva, escorça, molsa, epífites i fulles de palmera.

### Reproducció
No s'ha detallat l'època de reproducció tot i que al Perú sembla que comença amb la construcció del niu a l'agost. El niu és un con de molsa que es redueix a un forat d'entrada i suspès d'una branca. Es creu que l'espècie és monògama. No se sap res més sobre la seva biologia reproductiva.

## Taxonomia i sistèmica
El cuaespinós jaspiat va ser descrit per primera vegada pels naturalistes francesos d'Orbigny i Frédéric de Lafresnaye el 1838 sota el nom científic Anabates gutturatus; la localitat tipus és: «Yuracares (probablement Cochabamba), Bolívia».
El nom genèric Thripophaga es compon de les paraules del grec antic «θριψ thrips, θριπος thripos» que significa “arnes de la fusta”, i «φαγος fagos» que significa “menjar”; i el nom de l'espècie gutturata, prové de llatí modern «gutturatus» que significa “relatiu a la gola”.
Anteriorment col·locat en el gènere Cranioleuca, però dades filogenètiques recents indiquen que aquesta espècie està embotida dins del gènere Thripophaga (Derryberry et al. (2011), confirmat posteriorment per Harvey et al. (2020)); amb aquesta base, les classificacions Manual dels Ocells del Món (HBW), Birdlife International (BLI), i més recentment el Congrés Ornitològic Internacional (IOC) i Clements checklist/eBird la van traslladar amb el nom binomial Thripophaga gutturata.
La subespècie proposada T. gutturata peruviana (Cory, 1919) (de l'est del Perú) va ser descrita com més fosca per dalt, més pàl·lida i menys ocre per baix, amb el jaspiat del pit més gruixut, el mentó amb un groc més pàl·lid i llista superciliar menys pronunciada, però els autors subsegüents van considerar que representaven gairebé variacions individuals. Estudis més profunds també haurien de garantir la resurrecció del taxó T. gutturata hyposticta (Pelzeln, 1859) per a les poblacions del nord-oest de l'Amazònia. Clarament, cal una reanàlisi de les variacions geogràfiques al llarg de la zona de distribució. Actualment, és tractada com a monotípica.